# 傅奎 (明朝)
傅奎，山西襄垣人，明朝政治人物，举人出身。

## 生平
洪武三年，山西乡试中举。后担任廣西参政。